# Tswaing
Tswaing (tsw. miejsce soli, dawniej Pretoria Saltpan) – krater uderzeniowy w prowincji Gauteng w Południowej Afryce, około 40 km na północny zachód od Pretorii.
Krater ma średnicę około 1,1 km i wznosi się na wysokość 60 metrów powyżej otaczającego krajobrazu, jest głęboki na 119 metrów (mierzony od najwyższego punktu).
Obecnie w kraterze znajduje się niewielkie jeziorko.
Krater powstał około 220 000 lat temu (w plejstocenie) za sprawą uderzenia meteorytu, szacuje się, że obiekt miał prędkość od 20 do 30 km/sekundę. Energię wyzwolona przez uderzenie można porównać do wybuchu od 20 do 40 megaton trotylu. Podczas uderzenia meteorytu całkowicie zdewastowany został obszar o powierzchni około 1000 kilometrów kwadratowych.